# 普特勒

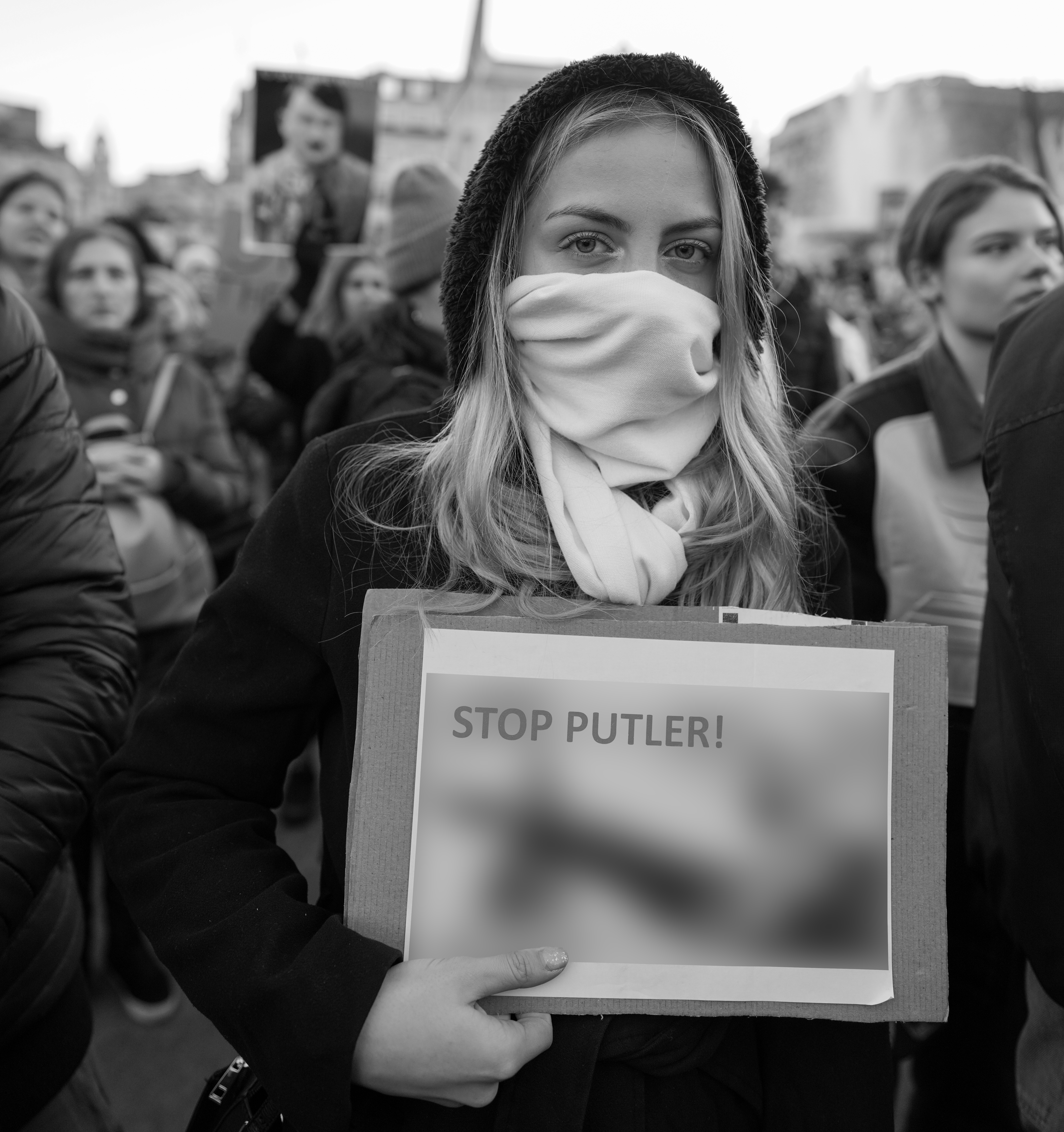
2022年俄羅斯入侵烏克蘭后，示威者举着写有“普特勒”的标语牌

普特勒，或稱弗拉道夫·普特勒，是針對俄羅斯最高領導人弗拉基米爾·普京的負面稱呼。“普特勒”一词由其姓氏普京與納粹德國元首希特勒的姓氏合并而成。通常被運用於反對普京的口號中，如“普特勒要完了！”或者“打倒普特勒！”（德語：Putler kaputt!）對該術語的使用一般認為是針對普京有負面的意識形態。

## 起源
根据俄罗斯语言学家鲍里斯·亚希耶维奇·沙里富林的整理指出，“普特勒”这个词可能是在俄罗斯本土创造的。法国历史学家马莱娜·拉吕埃勒則認為这个詞彙最初源自乌克兰媒体。

## 運用
据歐洲媒體中心的報告指出，“普特勒”在俄罗斯和乌克兰對普京的批評者中使用很普遍。而使用并非源自德国的德语口号則是一種創造聲勢的技巧，因為會營造外國人士也使用這個詞語的假象，但同時俄羅斯人也能理解這個口號所代表的含義。

### 俄羅斯國内示威運動
自2009年，这个詞語的運用在俄罗斯引起了誹謗名譽的法律问题：如2009年1月31日，俄罗斯联邦共产党在海參崴的一次反對政府課收二手轎車關稅的集会上，一名示威者举着写有 “（普特勒要完了！）”的告示牌，致使該黨支部被市检察院警告。俄共黨支部事後則在官方网站上傳以下文字作為回應。
[……]這個口號的創作者顯然是根據一個從事二手車生意的人的經歷所改編：而他的名字就叫做“普特勒”，由於政府對二手車課以重稅，才導致他丟掉了工作、從而無法贍養他的家庭。他與這裏成千上萬的居民一樣，打算離開濱海邊疆區地區，因為這裏根本不可能會有生計。
至2009年4月，该口号被俄羅斯政府正式禁止。根据俄罗斯联邦司法部滨海部門的说法，该口號“顯然對普京作為国家权力代表的人格及其行為，帶有情緒且具有攻击性的評價”。即使俄羅斯官方禁止了這一口號，但在2011年12月4日的国家杜马选举和2012年总统选举中，莫斯科反對黨的示威活动也使用了的口号。

### 俄乌战争

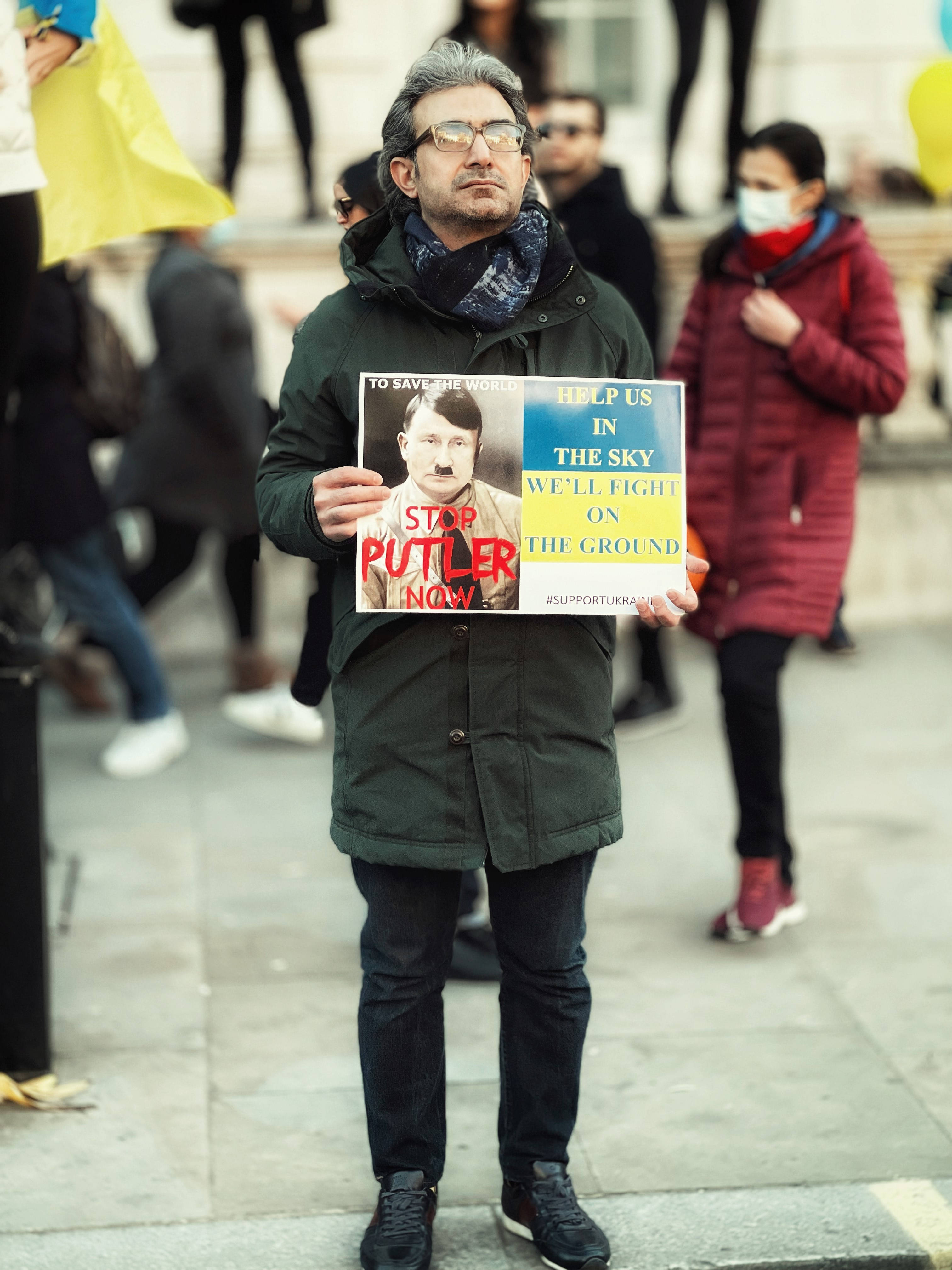
反战示威者举着“立刻阻止普特勒”的标语牌

2022年2月24日清晨，普京挥军大举入侵乌克兰，此番行径引爆全球怒火，世界各地爆发反战抗议活动，示威者痛批普京是希特勒再世——普特勒。